# كريستيان هوغ
كريستيان هوغ (بالألمانية: Christian Hug)‏ هو لاعب اتحاد الرغبي ألماني، ولد في 24 مارس 1982 في هايدلبرغ في ألمانيا.